# ダニエル・ローランド
ダニエル・ローランド（英語:Daniel Rowland、1713年 - 1790年）は、ウィリアム・ウィリアムズおよびハウエル・ハリスと並ぶ、ウェールズ・メソジスト・リバイバルの指導者である。
ローランドの人生のほとんどは、教区の牧会であった。彼は伝道者として有名であり、ウェールズのスランゲイソー地方をカルヴァン派メソジストの拠点に変革した。ローランドの説教によって騒動、ウェールズ・メソジスト・リバイバルが起こったとし、イングランド国教会は彼を追い出した。そして、彼はウェールズにメソジスト運動を確立した。
ローランドの初期の説教は、神のさばきを強調した、恐ろしいものであると思われていた。しかし、しだいにイエス・キリストの十字架の救いについて、より強調するようになっていった。リバイバルの時期において、ローランドの神学と個性はハウエル・ハリスと比べて安定していると考えられた。